# Pedro Cortina Mauri
Pedro Cortina Mauri (* 1908 in La Pobla de Segur; † 14. Februar 1993 in Madrid) war ein spanischer Politiker und Außenminister Spaniens.
Nach einer diplomatischen Ausbildung war Cortina Mauri von 1966 bis 1974 zunächst spanischer Botschafter in Frankreich. Unter dem Ministerpräsidenten Carlos Arias Navarro wurde Cortina Mauri in der Zeit der Diktatur General Francos am 3. Januar 1974 Außenminister Spaniens. Dieses Amt hatte er bis zum 12. Dezember 1975 inne. Während seiner Amtszeit war er mit dem Westsaharakonflikt und den Verhandlungen im Zusammenhang mit dem Grünen Marsch Marokkos in die Westsahara konfrontiert.
| Personendaten    | Personendaten                       |
| ---------------- | ----------------------------------- |
| NAME             | Cortina Mauri, Pedro                |
| KURZBESCHREIBUNG | spanischer Politiker, Außenminister |
| GEBURTSDATUM     | 1908                                |
| GEBURTSORT       | La Pobla de Segur                   |
| STERBEDATUM      | 14. Februar 1993                    |
| STERBEORT        | Madrid                              |